# Adelges occidentalis
Adelges occidentalis är en insektsart. Adelges occidentalis ingår i släktet Adelges och familjen barrlöss. Inga underarter finns listade i Catalogue of Life.